# Малік ібн Анас
Абу Абдуллах Малік ібн Анас аль-Асбах, більш відомий як імам Малік (араб. مالك ابن أنس الأصبحي; нар. Медіна, нині Саудівська Аравія — пом. Медіна, там само) — факіг, мухаддіс, засновник і епонім малікійського мазгабу.

## Життєпис
Його повне ім'я: Абу Абдуллах Малік ібн Анас ібн Малік ібн Абу Амір ібн Умар ібн аль-Харіс ібн Гайман ібн Джушайль ібн Амр ібн аль-Харіс аль-Асбах. Дати його народження, що наводяться біографами, коливаються від 708 до 716 року. Він народився в районі Зі Марва у Джарфі поблизу Медіни. Твердження Ібн Сада аль-Багдаді про те, що Малік ібн Анас провів в утробі матері три роки (Ібн Кутайба говорив про два роки), швидше за все ґрунтується на заяві самого Маліка про можливу довготривалу вагітність його матері.
Його предки займалися торгівлею і належали до племені Хим'яр, що входили в Бану Тайм ібн Мурра (Тайм Курайш) . Батько Маліка був майстром із виготовлення стріл. Малік змалку навчався коранічних наук у своїх родичів, серед яких був його рідний дядько Абу Сухайль Нафі. Його дід славився як знавець хадисів, вважався одним зі справжніх оповідачів (раві) і помер, коли Маліку було десять років . Малік вивчав фікг у Рабії ібн Абдуррахмана; 13 років провів у гуртку Абдуррахмана ібн Хурмуза, навчаючись у нього і його учнів, в тому числі Ібн Шихаба аз-Зухрі . Маліку пощастило відвідувати збори Джафара ас-Садика, у якого він почерпнув великі пізнання .
Серед його вчителів також були:
- Нафі Мауля ібн Умар [9]
- Рабіа ар-Раї [11]
- Амір ібн Абдуллах ібн аз-Зубайр
- Зейд ібн Аслам
- Саїд Макбарі
- Абу Хазім
- Салма ібн Динар
- Шарік ібн Абдуллах ібн Абу Нумайр
- Саліх ібн Кайсан
- Абу аз-Зінада
- Мухаммад ібн Мункадір та інші відомі богослови[12].

Особливий інтерес у Маліка ібн Анаса викликали гадиси Пророка і фетви його сподвижників. Велике значення в його становленні відіграла та обставина, що живучи в Медіні, він міг спілкуватися з нащадками багатьох сподвижників пророка Мухаммеда. Він був обізнаний із доктринами і методологічними підходами, притаманними гариджитам, мутазилітам, зейдитам, імамітам та іншим групам. Він ретельно вивчав учення різних філософських шкіл .
Згодом став найавторитетнішим факігом Медіни, яку він майже не покидав через важку хронічну хворобу. Займався торгівлею шовковими тканинами. Відмовлявся від будь-яких адміністративних призначень.
Малик володів досить високими моральними якостями, праведністю, простотою у спілкуванні. Перед тим, як розповісти гадис, він оновлював обмивання, здійснював двохкратний намаз, потім сідав, розчісував бороду і використовував пахощі, вшановуючи тим самим гадиси Пророка . Мав відмінну пам'ять, був скромним і не соромився прилюдно заявляти про те, що він чогось не знає  . Імам Малік був дуже обережним у винесенні фетв і зневажав нововведення . Завдяки своїм розвиненим розумовим здібностям і старанню він уже до 17 років набув великой багаж ісламських знань та почав викладацьку діяльність. Давати фетви він почав тільки після того, як сімдесят учених засвідчили його придатність до цього . У Медіні йому дали титул «Імам Дар аль-гіджра», тобто «імам Дому переселення».

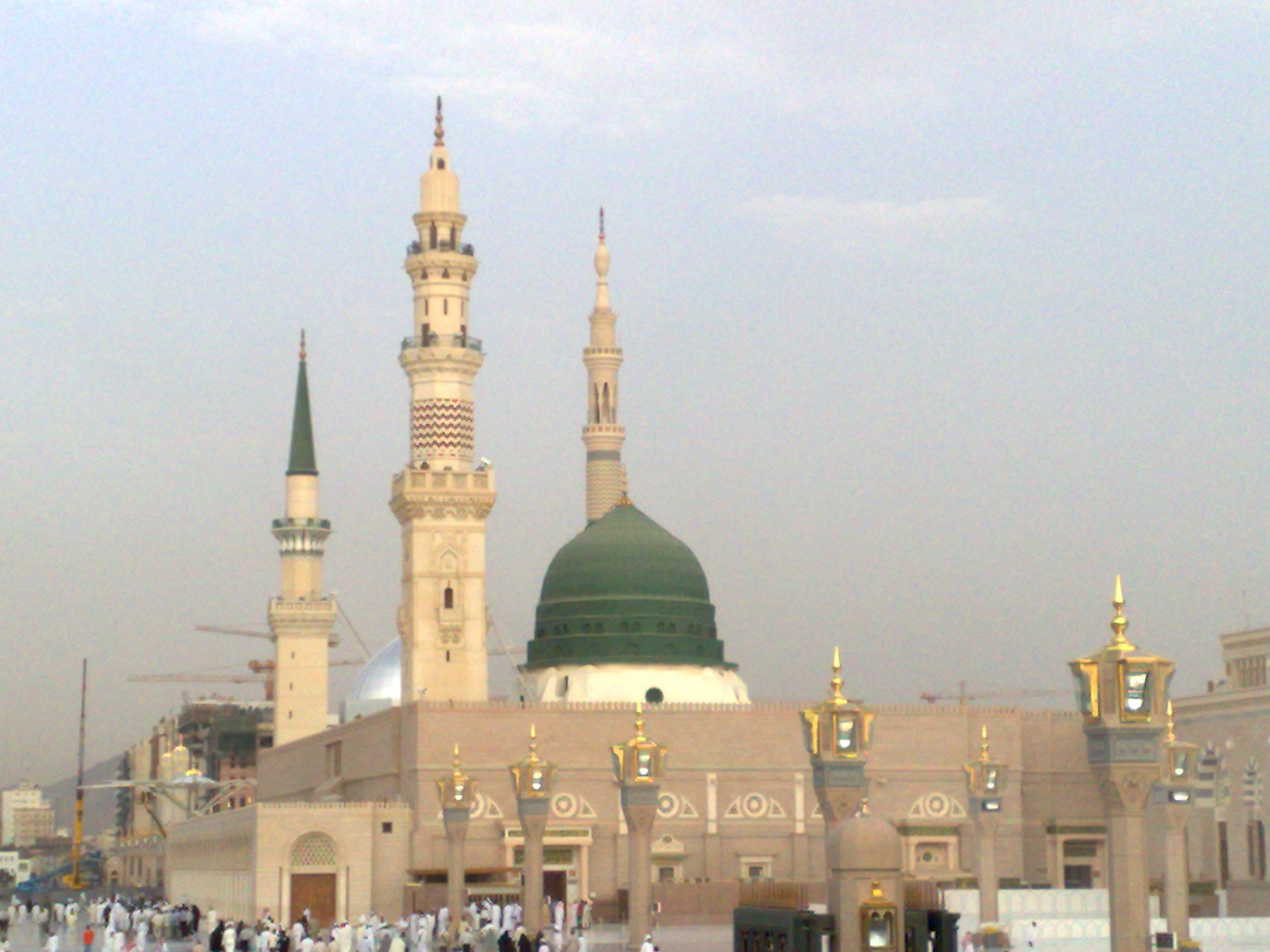
Мечеть Пророка (Медіна)

Він був принциповим у захисті своїх переконань і одного разу його навіть піддали тілесному покаранню за відстоювання положення «клятва, дана з принуки, недійсна». Він мало брав участь у диспутах і вважав, що «наука — це не бійка між півнями і баранами» . Коли він бачив, що людина ставить запитання, щоб посперечатися, він ніколи не відповідав таким людям.
Вивчаючи фікг у Рабії ібн Абдуррахмана, Малік ібн Анас не обмежився гадисознавством і прагнув розвинути правознавчу науку, засновану на незалежній думці правознавця (ар-рай). Довгі роки він викладав у мечеті Пророка, але через хворобу продовжив вести заняття у себе вдома. Крім гадисознавства і правознавства, займався і проблемами доктринального та світоглядного характеру.
Про нього багато писали його учні. Абдуллах ібн Вагба (пом. у 197 р. від гіджри) у своєму творі «аль-Муджасалат» майже повністю розкрив образ свого великого вчителя. У книзі також зібрані гадиси, які Ібн Вагба чув від Маліка ібн Анаса, його праці та приклади його високих моральних якостей .
У Маліка ібн Анаса було два сини і дочка: Ягья, Мухаммад і Фатіма. А також один онук — Ахмад ібн Ягья. Син Яг'я згодом теж став великим ученим, їздив у Єгипет і давав уроки гадисів.
В останні роки життя імам Малік уважав за краще залишатися на самоті і навіть не відвідував п'ятничні молитви. Він слабував на сечовий міхур і вважав, що в такому стані перебувати у мечеті Пророка було б нешанобливо. Він не хотів відкрито заявляти про свою хворобу, позаяк гадав, що це б скидалося на те, що він скаржиться на долю Аллаху. Імам Малік помер у понеділок 14 числа місяця рабі-аль-авваль 179 року за мусульманським літочисленням. Ритуальне купання звершили Ібн Канана і Ібн аз-Зубейр, а поховальну молитву очолив емір Медіни Абдул-Азіз ібн Мухаммад. Перед смертю він проказав шахаду і процитував 4 аят сури Ар-Рум: «Аллах приймав рішення до цього і буде приймати їх після цього» . Похований на кладовищі аль-Бакі.